# Boophis jaegeri
Boophis jaegeri Glaw & Vences è una rana della famiglia Mantellidae, endemica del Madagascar.

## Descrizione

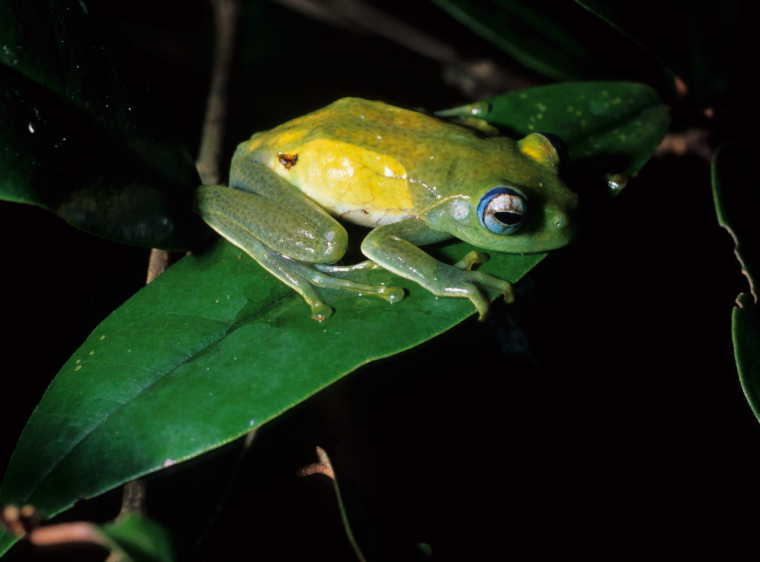

## Distribuzione e habitat
L'areale di questa specie è ristretto all'isola di Nosy Be e alla antistante penisola di Sahamalaza, nel Madagascar nord-occidentale.

## Conservazione
La IUCN Red List classifica Boophis jaegeri come specie in pericolo di estinzione (Endangered).